# John Dutton (2e baron Sherborne)
Pour l’article homonyme, voir John Dutton.
John Baron Dutton, 2e baron Sherborne (24 juin 1779 - 18 octobre 1862), est un pair britannique.

## Biographie
Il est le fils de James Dutton (1er baron Sherborne), de Sherborne, Gloucestershire, et de son épouse Elizabeth Coke (1753-1824), fille de Wenman Coke et d'Elizabeth Chamberlayne.
Lord Sherborne épouse Mary Legge (1780-1864), fille de Henry Legge, 2e baron Stawell et Mary Curzon, le 11 août 1803. Ils ont six enfants:
- James Dutton (3e baron Sherborne) (1804-1883), épouse d'abord sa cousine Lady Elizabeth Howard (1803-1845), fille de Thomas Howard (16e comte de Suffolk) et d'Elizabeth Jane Dutton puis Susan Block (1829–1907), fille de James Block.
- Mary Esther Dutton (1805–1806).
- Elizabeth Dutton (1807-1865), épouse Henry Reynolds-Moreton (2e comte de Ducie).
- John Thomas Dutton (1810-1884), marié à Lady Lavinia Parker (1816-1893), fille de Thomas Parker, 5e comte de Macclesfield. John Thomas Dutton est le grand-père de Ralph Dutton (8e baron Sherborne).
- Anne Constance Dutton (1816–1858), épouse l'amiral Edward Plunkett et le 16e Lord Dunsany (1808–1889).
- Ralph Heneage Dutton (1821-1892), marié à Isabella Mansfield (1826-1895), fille de John Mansfield et sœur de William Mansfield (1er baron Sandhurst).

Lord Sherborne décède le 18 octobre 1862 à l'âge de 83 ans. Son fils, James, lui succède dans la baronnie. Lady Sherborne est décédée en octobre 1864.